# 冪集
数学上，集合的冪集（英語：power set），定義為由該集合全部子集为元素構成的集合。给定集合 {\displaystyle S}，其幂集 {\displaystyle {\mathcal {P}}(S)}（或作{\displaystyle 2^{S}}）以符号表示即为
{\displaystyle {\mathcal {P}}(S):=\{U|U\subseteq S\}}。
在公理集合论（例如ZFC集合论）中，幂集公理假定了任何集合的幂集均存在。
{\displaystyle {\mathcal {P}}(S)}的任何子集合{\displaystyle {\mathcal {F}}}称为{\displaystyle S}上的集族。

## 例子
若{\displaystyle S}是集合{\displaystyle \{a,b,c\}}，则{\displaystyle S}的全部子集如下：
- {\displaystyle \varnothing }（空集）
- {\displaystyle \{a\}}
- {\displaystyle \{b\}}
- {\displaystyle \{c\}}
- {\displaystyle \{a,b\}}
- {\displaystyle \{a,c\}}
- {\displaystyle \{b,c\}}
- {\displaystyle \{a,b,c\}}

因此{\displaystyle S}的幂集为
{\displaystyle {\mathcal {P}}(S)=\{}{\displaystyle \varnothing }, {\displaystyle \{a\}}, {\displaystyle \{b\}}, {\displaystyle \{c\}}, {\displaystyle \{a,b\}}, {\displaystyle \{a,c\}}, {\displaystyle \{b,c\}}, {\displaystyle \{a,b,c\}}{\displaystyle \}\,\!}。

## 性质
容易證明冪集合必然含原集合的全集（因為集合自身也為集合的子集）和空集合（因為空集為任意集合的子集合）。
若{\displaystyle S}是有限集，有{\displaystyle |S|=n}个元素，那么{\displaystyle S}的幂集有{\displaystyle |{\mathcal {P}}(S)|=2^{n}}个元素。我们也可以考虑集合元素為無限大的幂集，見康托爾定理。
集合{\displaystyle S} 的幂集，加上并、交和补运算，就得出布尔代数的原始例子。
事实上，我们可以证明所有有限布尔代数都是同构于某有限集的幂集的布尔代数。这结果虽然对无穷布尔代数不成立，但是所有无穷布尔代数都是某个幂集布尔代数的子代数。
集合{\displaystyle S} 的幂集与对称差运算构成一个阿贝尔群（其中空集为幺元，每个集合的逆元为其本身），与交运算一起则构成交換半群。因此这两个运算跟幂集（透过证明分配律）一起构成一个交换環。

## 2S的記法
在集合论中，{\displaystyle X^{Y}}是由所有从{\displaystyle Y}到{\displaystyle X}的函数构成的集合。因为{\displaystyle 2}可以定义为{\displaystyle \{0,1\}}（见自然数），{\displaystyle 2^{S}}这集合包含了所有从{\displaystyle S}到{\displaystyle \{0,1\}}的函数。把{\displaystyle 2^{S}}内的函数对应于由这函数给出的{\displaystyle 1}的原像，可看出在{\displaystyle 2^{S}}和{\displaystyle {\mathcal {P}}(S)}之间存在双射，其中每个函数是{\displaystyle {\mathcal {P}}(S)}中这函数所对应的子集的特征函数。所以就集合论来说{\displaystyle 2^{S}}和{\displaystyle {\mathcal {P}}(S)}是相同的。

## 構造方法
從空集合開始，選擇包含某個元素或者不包含，所有每次增加兩種可能，每一層可能的元素不斷變為兩倍。
将{\displaystyle {\mathcal {P}}(S)}的元素表示为n位二进制数；第n位表示包含或不含{\displaystyle S}的第n个元素。这样的数总共有{\displaystyle 2^{n}}个，见位数组。

## 相關研究
從冪集合探討無窮集合的勢之後，發現了[0,1] 區間內的所有實數是不可數的。後續依次引發了連續統假設、力迫法等研究。